# لويس ماكماستر بوجولد
لويس ماكماستر بوجولد (بالإنجليزية: Lois McMaster Bujold) (2 نوفمبر 1949، كولومبوس في الولايات المتحدة -) روائية أمريكية، حاصلة على جائزة هوغو لأفضل رواية مرتين، مرة عن «لعبة الفور» في العام 1991 وأخرى عن «بالادين النفوس» في العام 2004.

## روابط خارجية
- لويس ماكماستر بوجولد على موقع IMDb (الإنجليزية)
- لويس ماكماستر بوجولد على موقع ميوزك برينز (الإنجليزية)
- لويس ماكماستر بوجولد على موقع إن إن دي بي (الإنجليزية)
- لويس ماكماستر بوجولد على موقع ديسكوغز (الإنجليزية)